# セレクタ・ビシオン
セレクタ・ビシオン（Selecta Visión S.L.U）は、映像の権利管理に専門性を持つスペインの配給会社、プロデュース会社。1984年にバルセロナで設立された。

## ライセンス所有作品
- 秒速5センチメートル
- 逆転裁判 〜その「真実」、異議あり!〜
- アップルシード
- 進撃の巨人
- BLACK LAGOON
- BLOOD+
- BLOOD-C
- BLOOD THE LAST VAMPIRE
- 青の6号
- キャプテン翼
- ダッシュ勝平
- シティーハンター
- カウボーイビバップ
- DEATH NOTE
- ラビリンス/魔王の迷宮
- デビルメイクライ
- デジタルモンスター
- D・N・A² 〜何処かで失くしたあいつのアイツ〜
- ドラゴンボール
- ドラゴンボールZ
- ドラゴンボールGT
- 龍拳
- デジタルモンスター
- EAT-MAN
- ドラゴンへの道
- 言の葉の庭
- Ergo Proxy
- FAIRY TAIL
- フリクリ
- ガン×ソード
- ガサラキ
- 攻殻機動隊
- ハイキュー!!
- HELLSING
- 学園黙示録 HIGHSCHOOL OF THE DEAD
- HUNTER×HUNTER
- 犬夜叉
- るろうに剣心 -明治剣客浪漫譚-
- 時をかける少女
- タンタンの冒険
- LAST EXILE
- 天空のエスカフローネ
- 魔法戦士リウイ
- マクロスプラス
- 魔法少女まどか☆マギカ
- さよならの朝に約束の花をかざろう
- メアリと魔女の花
- 千年女優
- 蟲師
- 新世紀エヴァンゲリオン
- 獣兵衛忍風帖
- ノーゲーム・ノーライフ
- ノワール
- ノラガミ
- ワンパンマン
- 魔術士オーフェン
- 星方武侠アウトロースター
- 妄想代理人
- 新撰組異聞PEACE MAKER
- プラネテス
- PSYCHO-PASS サイコパス
- 魔法少女まどか☆マギカ
- ラーゼフォン
- 美少女戦士セーラームーン
- 聖闘士星矢
- 聖闘士星矢 THE LOST CANVAS 冥王神話
- サクラ大戦
- SAMURAI 7
- Serial experiments lain
- 真マジンガー 衝撃! Z編
- STAND BY ME ドラえもん
- ストリートファイターZERO
- ストリートファイターII
- サマーウォーズ
- ソードアート・オンライン
- 天元突破グレンラガン
- 東京喰種トーキョーグール
- ティーンエイジ・ミュータント・ニンジャ・タートルズ
- トランスフォーマー
- トライガン
- おおかみこどもの雨と雪
- WOLF'S RAIN
- 君の名は。
- 天気の子